# Sertularia littoralis
Sertularia littoralis är en nässeldjursart som beskrevs av Thornely 1900. Sertularia littoralis ingår i släktet Sertularia och familjen Sertulariidae. Inga underarter finns listade i Catalogue of Life.